# 萊恩·墨菲 (運動員)
萊恩·墨菲（英語：Ryan Murphy，1995年7月2日—），美國游泳運動員。他參加了2015年世界游泳錦標賽並且獲得了一個金牌和一個銀牌。一年后，他在里约奥运会上获得了三枚金牌。2022年，他於世界游泳錦標賽男子200米背泳奪得冠軍。